# 歌うロマンスタジオ
『歌うロマンスタジオ』（うたうロマンスタジオ）は、1970年1月1日から同年3月26日、および1970年10月1日から1971年3月25日までフジテレビ系列局で放送されていたフジテレビ製作の歌謡バラエティ番組である。放送時間は毎週木曜 22:00 - 22:56 （日本標準時）。カラー放送。

## 概要
毎回数組の歌手と1組の夫婦を招いて行われていた。歌手は新曲、もしくは当時から既に懐メロと呼ばれていた曲の歌唱を担当。夫婦はスペシャルゲストとしての参加で、司会者を相手に自分たちの馴れ初めなどを語った。また、過去に感銘を受けた曲や好きな曲を夫婦のいずれか一人が歌唱、もしくは夫婦でデュエットをした。第1回のスペシャルゲストは石原裕次郎・北原三枝夫妻で、当該回の平均視聴率は12.1% （関東地区、ビデオリサーチ調べ）であった。
本番組の映像は、『情報プレゼンター とくダネ!』や『ザ・ノンフィクション』などのフジテレビ製作番組が特定の人物を取り上げる際に流されることがある。また、美空ひばりが出演した1970年1月29日・2月26日・3月12日放送分の映像は、ひばり出演箇所（トーク・歌）のみDVD-BOX『gift〜天からの贈り物〜 美空ひばりヒストリーinフジテレビ 1967〜1989』に収録されている。

## 出演者

### 司会
- 高峰三枝子
- 小林大輔

### スペシャルゲスト
- 石原裕次郎・北原三枝
- 勝新太郎・中村玉緒
- 林家三平・海老名香葉子
- 仲代達矢・宮崎恭子
- 神津善行・中村メイコ
- 山本丈晴・富士子
- 根上淳・ペギー葉山
- 長門裕之・南田洋子
- ジェリー藤尾・渡辺トモコ